# Tanorus papuanus
Tanorus papuanus là một loài Trichoptera trong họ Hydrobiosidae. Chúng phân bố ở miền Australasia.